# Verlag Peter Pomp
Der Verlag Peter Pomp ist ein in der nordrhein-westfälischen Stadt Bottrop ansässiger Verlag. Er ging 1978 aus der damals über sechzig Jahre alten mittelständischen Druckerei Pomp hervor. Das Firmengebäude befindet sich nahe der Halde Beckstraße. 2000 übernahm der Inhaber der Merlin-Gruppe und des Mittendrin-Verlages Frank Dittman den Verlag als neuer Eigentümer. Als Geschäftsführer agierte für viele Jahre Michael Amft.

## Verlagsprogramm
Der Schwerpunkt des Verlagsprogramms liegt auf kulturgeschichtlichen und regionalgeschichtlichen Veröffentlichungen vor allem zum Ruhrgebiet und zum Niederrhein. Dazu zählen sowohl Bildbände und populäre Sachbücher (zum Beispiel Architektur- und Freizeitführer) als auch Ausstellungskataloge, Museumsführer, Kochbücher sowie Publikationen zu Sagen und Legenden.
Im Zeitschriftenbereich publiziert der Verlag seit 1996 Pro-Libris, das vierteljährlich erscheinende Mitteilungsblatt des Verbandes der Bibliotheken des Landes Nordrhein-Westfalen. Des Weiteren erscheinen bei Pomp die seit 1998 veröffentlichten Bände der Schriftenreihe der Niederrhein-Akademie und die vom Verein für Heimatpflege Land Dinslaken e. V. herausgegebenen Veröffentlichungen zur Geschichte und Heimatkunde.
Zu den bei Peter Pomp veröffentlichenden Autoren zählen unter anderem Corneel Voigt, Stefan Frankewitz, Dirk Sondermann und Wolfgang Schulze.